# Leon Świtoń
Leon Świtoń (ur. 10 października 1915 w Osieku, zm. 13 lipca 1978 w Toledo w Argentynie) - sierżant pilot Wojska Polskiego, chorąży (ang. Warrant Officer) Królewskich Sił Powietrznych.

## Życiorys
Mechanik lotniczy. Odbył kurs pilotażu w Aeroklubie Łódzkim i został pilotem - instruktorem. Pracował w Centrum Szkolenia Lotnictwa Nr 2 w Krośnie. Podczas kampanii wrześniowej wraz ze słuchaczami Szkoły Podchorążych Lotnictwa ewakuował się do Rumunii, a następnie przez Francję do Wielkiej Brytanii. Otrzymał numer służbowy RAF 780519. Odbył kurs na samolotach Supermarine Spitfire w 5. OTU i 3 sierpnia 1940 trafił do 54 Dywizjonu RAF. Na własną prośbę przeszedł do dywizjonu 303 dwa tygodnie później - 16 sierpnia 1940. Od 29 września 1940 w szpitalu w Halton.
2 sierpnia 1941 skierowany do Kanady (No 1 GRS). Do Wielkiej Brytanii powrócił w grudniu 1944. Był instruktorem. Odszedł z RAF w 1946 w stopniu chorążego. Odznaczony Medalem Lotniczym.
Po wojnie wyemigrował do Argentyny, gdzie pracował w lotnictwie cywilnym.